# フクロギツネ

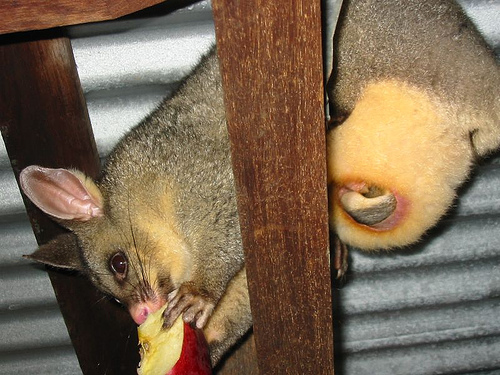
フクロギツネと育児嚢

フクロギツネ（袋狐、Trichosurus vulpecula、英名 : Common brushtail possum）は、哺乳綱双前歯目クスクス科フクロギツネ属に分類される有袋類。

## 分布
オーストラリア（内陸部、大陸西部の乾燥地帯を除く）。ニュージーランドには移入された。

## 形態

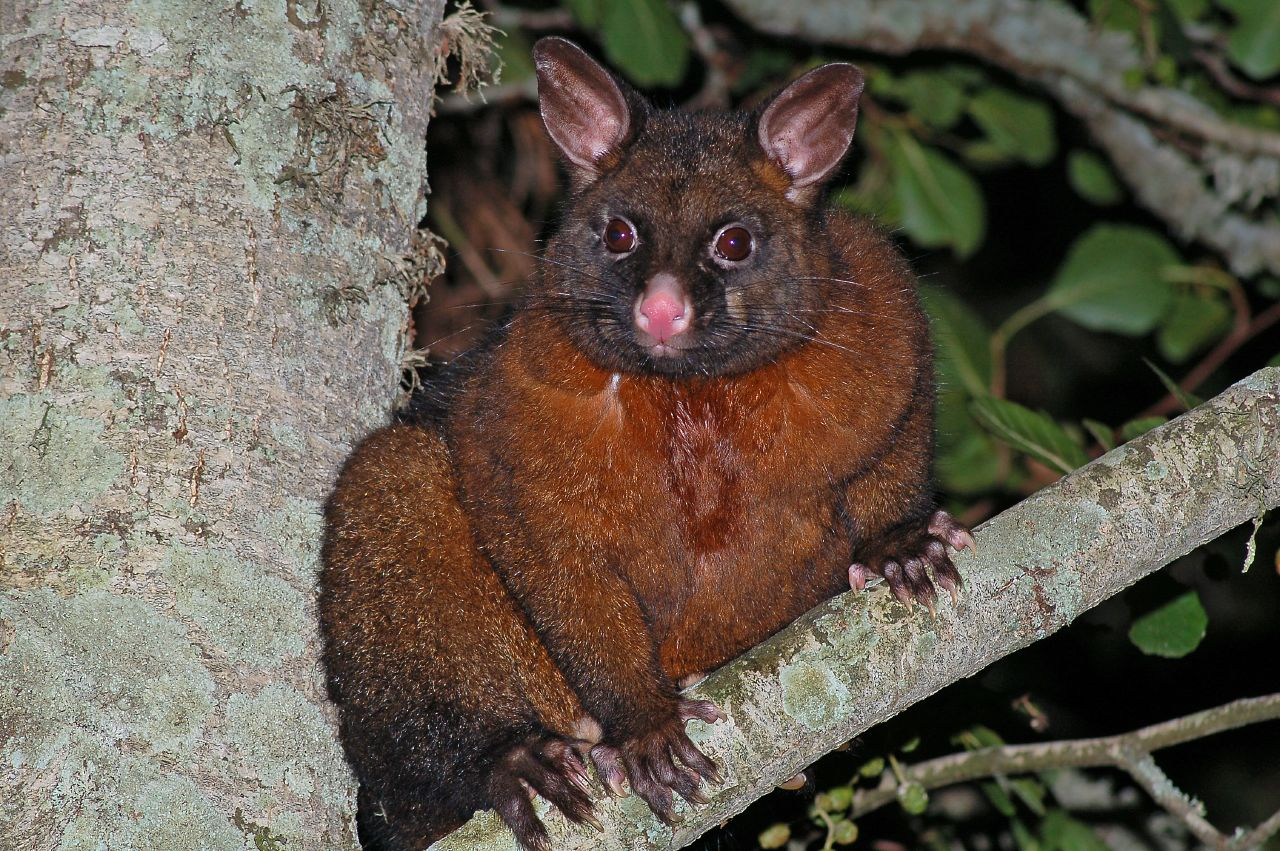
赤色型のフクロギツネ

体長35-55cm。尾長25-40cm。体重はオスが1.3-4.5kg、メスが1.2-3.5kg。全身は灰色の体毛で覆われ、腹面は乳白色オスの胸には臭腺があり、赤褐色の斑となる。赤色型、黒色型の3タイプがあり、北の個体群ほど赤みのある灰色の個体が多くなり、南の個体群ほど黒みが強くなる。尾の体毛は黒く、尾の腹面には毛が生えていない。そのため物に巻きつけることに適していて、樹上での移動に役立っている。鼻はピンク色。
後肢の第2指および第3指（人差し指および中指）は癒合しているが、この癒合した指は2本の爪がある。また後肢の親指の爪は目立たない。

## 生態
市街地から森林まで幅広く生息し、樹幹の移動や地上に餌を見つけた場合は地上に降りるが、ほぼ樹上性。夜行性で、特定の巣は作らず、昼間は木の樹洞などで休む。オスは肛門腺や胸にある臭腺などでマーキングし縄張りを作る。天敵はディンゴ、オオトカゲ、ネコ、キツネ等である。
食性は雑食で、木の葉や果物、昆虫類、鳥やその卵等を食べる。
繁殖形態は胎生で妊娠期間は16-18日、1回に1-2頭（通常1頭）の幼体を出産する。繁殖期は北部では一年中であり、南部では春および秋であるが、栄養状態にも左右される。育児は他の有袋類同様育児嚢で行う。幼体は4-5ヶ月で袋から出て、その後2ヶ月程は親の背中に背負われて育つ。オスは約2年で、メスは約1年で性成熟し、寿命は平均で6-7年、最長でも11年程度。

## 分類
クイーンズランド州北部アサートン高原などに生息する Coppery Brushtail Possum (Trichosurus johnstonii)が同種の亜種Trichosurus vulpecula johnstoniiとされることがある。同様に北部準州の個体群(T. v. arnhemensis)もTrichosurus arnhemensisとされることがある。

## 保存状態
LEAST CONCERN (IUCN Red List Ver. 3.1 (2001))
- T. v. hypoleucus

LOWER RISK - Near Threatened (IUCN Red List Ver. 2.3 (1994))

## 人間との関係
アボリジニが食用や毛皮用とするため捕獲し、ヨーロッパ系住民も毛皮を取るために狩猟の対象としていた。アボリジニは狩猟の際、オオトカゲが木に登るとフクロギツネが恐れて声を出す習性を利用し、オオトカゲが木に爪を立てるような音を出すために幹を引っ掻き、木の洞にフクロギツネがいるかどうか調べた。
人を恐れず、餌をねだって近づいてくることがある。民家の屋根裏などに巣を作って糞尿で汚し、花や果物を食害するため害獣扱いされることもあるが、原産地オーストラリアでは保護動物となっているので、当局の許可なく自由に捕獲することはできない。
しかし、毛皮を取る目的でヨーロッパ人が積極的に放獣したニュージーランドでは天敵がいないため増殖し、在来種に影響を与えたり、ウシの結核を伝播させたりするため、駆除の対象となっている。有袋類としては唯一世界の侵略的外来種ワースト100リストに選出されており、日本でも特定外来生物に指定されている。